# Metzgeriaceae
Metzgeriaceae es una familia de musgos hepáticas del orden Metzgeriales. Tiene los siguientes géneros:

## Taxonomía
Metzgeriaceae fue descrita por Hugo Erich Meyer von Klinggräff y publicado en Die Höheren Cryptogamen Preussens 10. 1858.

## Géneros
- Apometzgeria
- Austrometzgeria
- Echinomitrion
- Metzgeria
- Steereella